# Sybil Colefax
Sibyl Colefax (1874 – 22 de septiembre de 1950) fue una notable decoradora de interiores y socialité inglesa de la primera mitad del siglo XX. Nacida Sibila Halsey en Wimbledon fue miembro de una distinguida familia de la sociedad, vivió en Kanpur, India, hasta la edad de 20 años, cuando partió en su Grand Tour. En 1901, se casó con el abogado de patentes Arthur Colefax, quien fue parlamentario brevemente en 1910. Con sede en Lord North Street, Westminster, se hizo famosa por sus fiestas de la alta sociedad. 
Cuando perdió su fortuna en el crack de Wall Street de 1929, fundó una consultoría para asesorar sobre el diseño de interiores. En 1938, comenzó una colaboración con John Fowler. Durante la Segunda Guerra Mundial, organizó un comedor y brindó entretenimiento. Murió el 22 de septiembre de 1950 en su casa de Londres.

## Biografías de Sybil Colefax
- A Passion for Friendshippor Kirsty McLeod. Michael Joseph, Londres, 1991.
- Great Hostesses por Brian Masters. Constable, Londres, 1982.